# Branimir Horvat
Branimir "Brane" Horvat (Zagreb, 30. svibnja 1929. – Zagreb, 11. rujna 1996.) je bio hrvatski grafičar, grafički nakladnik i povjesničar umjetnosti.

## Životopis
Horvat je diplomirao povijest umjetnosti na Filozofskome fakultetu u Zagrebu 1952. Grafički ispit položio je 1953. Od 1954. do 1959. bio je zaposlen u Leksikografskom zavodu Miroslav Krleža, potom je bio voditelj Grafičko-likovnog servisa Studentskoga centra u Zagrebu. Godine 1962. otvorio je atelijer za sitotisak u Podsusedu, koji je vodio do kraja života.

### Slobodno zidarstvo
Horvat je dao veliki doprinost obnovi slobodnog zidarstva u Hrvatskoj u prvoj polovici 1990-ih. Od 1993. bio je zastupnik starješine Lože "Ilirija" za Hrvatsku, lože koja je djelovala u sklopu Velike lože Austrije. Bio je jedan od osnivača Velike lože Hrvatske osnovane 1994. godine u Zagrebu. Među osnivačima bio je i njegov mlađi brat Radovan.  
Tijekom 1996. godine ispunjavaju se uvjeti za utemeljenjem Velike lože Hrvatske, a Horvat postaje kandidat za prvog velikog majstora. Međutim, Horvat nenadano umire 11. rujna 1996. godine, tri dana prije nego što je Velika loža Austrije utemeljila Veliku ložu Hrvatske.